# Adessivo
L'adessivo è un caso locativo che implica uno stato in luogo esterno senza che vi sia un qualsiasi contatto all'estremità, in un punto o in vicinanza. L'adessivo si è concretizzato tipicamente nelle lingue uraliche (tra cui finlandese e ungherese); è presente anche in alcune lingue caucasiche (p.es. la lingua lesga) e in pochissime lingue indoeuropee, come la lingua osseta e l'antico lituano.

## Finlandese
In finlandese l'adessivo esprime il complemento di mezzo tramite uno strumento di lavoro. Anche in altre lingue vi sono radici dal valore strumentale. L'adessivo comprende anche la costruzione per il possesso e la conoscenza del mondo esterno (come anche nella stessa frase). Allo stesso modo si utilizzano nell'espressione di riproduzione di quantità. In finlandese la desinenza dell'adessivo è -lla o -llä secondo il modello dell'armonia vocalica. Ad esempio:
- pinnalla   (col raggio della bicicletta)
- talolla    (presso la casa)
- äidillä    (sulla madre)= poss. "la madre ha..."
- vasaralla  (col martello)

L'adessivo si utilizza anche in espressioni comuni, benché non siano grammaticalmente codificate come forme in adessivo:
- nopealla vauhdilla   (velocemente, a tutto gas)
- odottaa ilolla             (aspettare felicemente)

Anche tra le espressioni di tempo ve ne sono alcune in cui si utilizza l'adessivo:
- illalla   (di sera)= nom. ilta

Anche in base alle indicazioni dell'ente linguistico finlandese non si può utilizzare l'adessivo da ristorante ('ravintola-adessiivi'), in quanto considerato uno svedesismo:
- sämpylä kahdella nakilla (un panino con due würstel) forma raccomandata: sämpylä ja kaksi nakkia

## Estone
In estone la desinenza dell'adessivo è -l. Per esempio:
- majal 'in casa'
- koeral 'nel cane, il cane ha'